# Philonotis helenica
Philonotis helenica är en bladmossart som beskrevs av Jean Édouard Gabriel Narcisse Paris 1896. Philonotis helenica ingår i släktet källmossor, och familjen Bartramiaceae. Inga underarter finns listade i Catalogue of Life.